# Ruta 742 (Costa Rica)
La Ruta 742, oficialmente Ruta Nacional Terciaria 742, es una ruta nacional de Costa Rica ubicada en las provincias de Alajuela y Puntarenas.

## Descripción
En la provincia de Alajuela, la ruta atraviesa el cantón de San Ramón (los distritos de San Ramón, Piedades Norte, Piedades Sur, Alfaro, Zapotal).
En la provincia de Puntarenas, la ruta atraviesa el cantón de Esparza (los distritos de Macacona, San Jerónimo).